# Moské

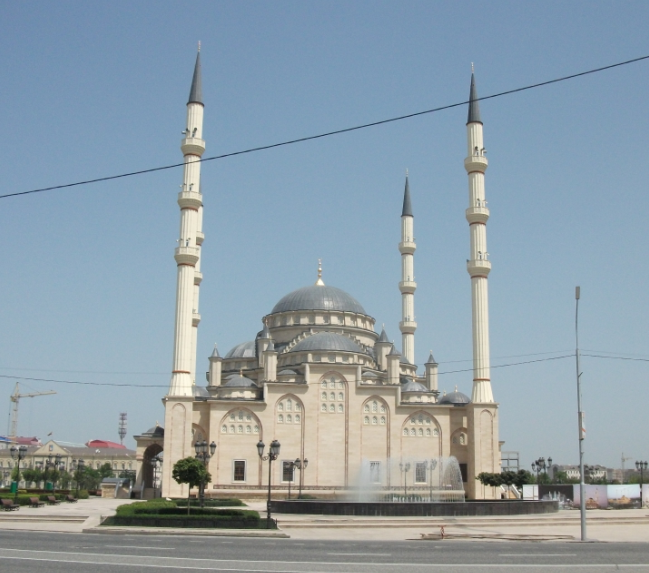
Achmat Kadyrov-moskén i Tjetjeniens huvudstad Groznyj.

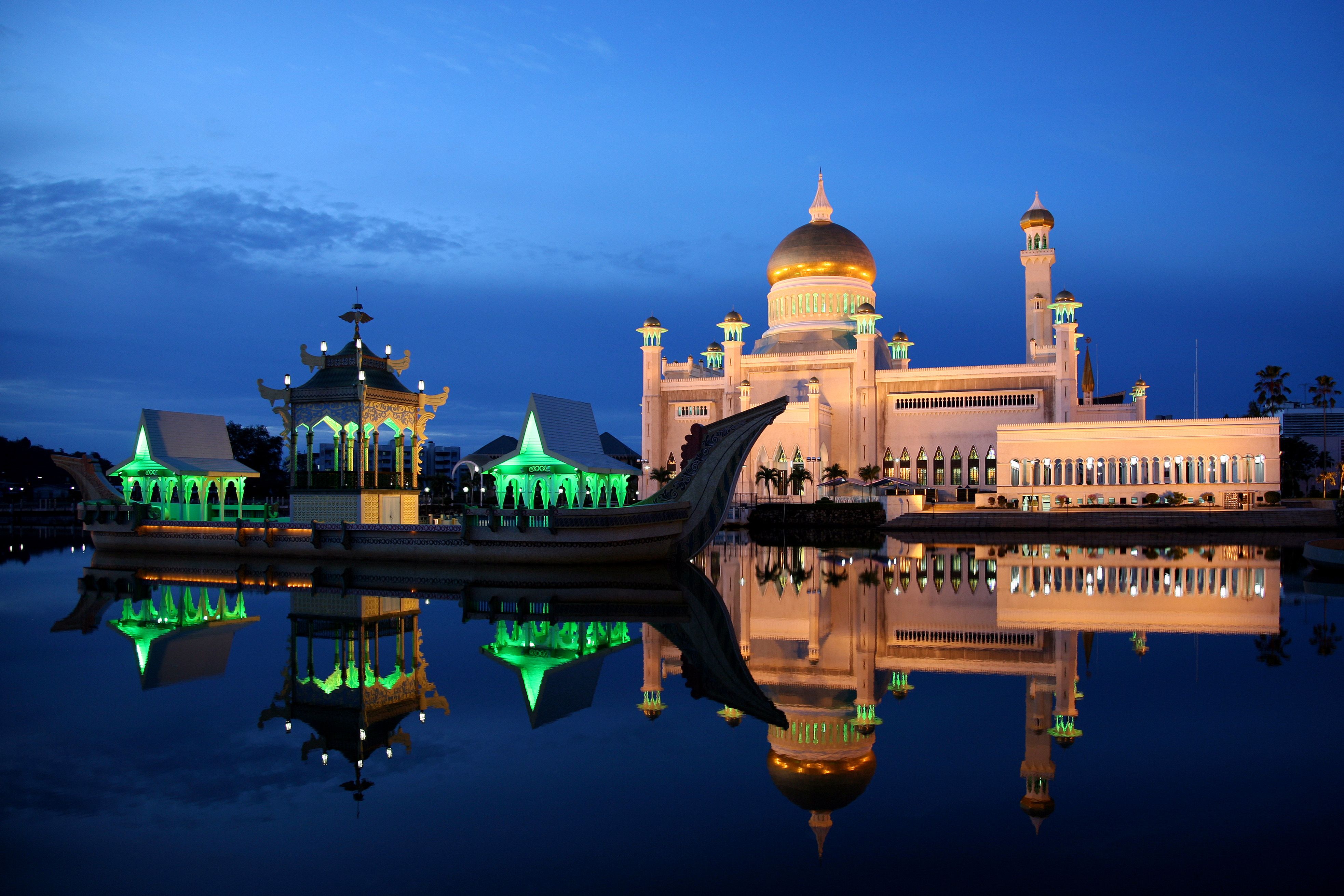
Sultan Omar Ali Saifuddin-moskén i Brunei.

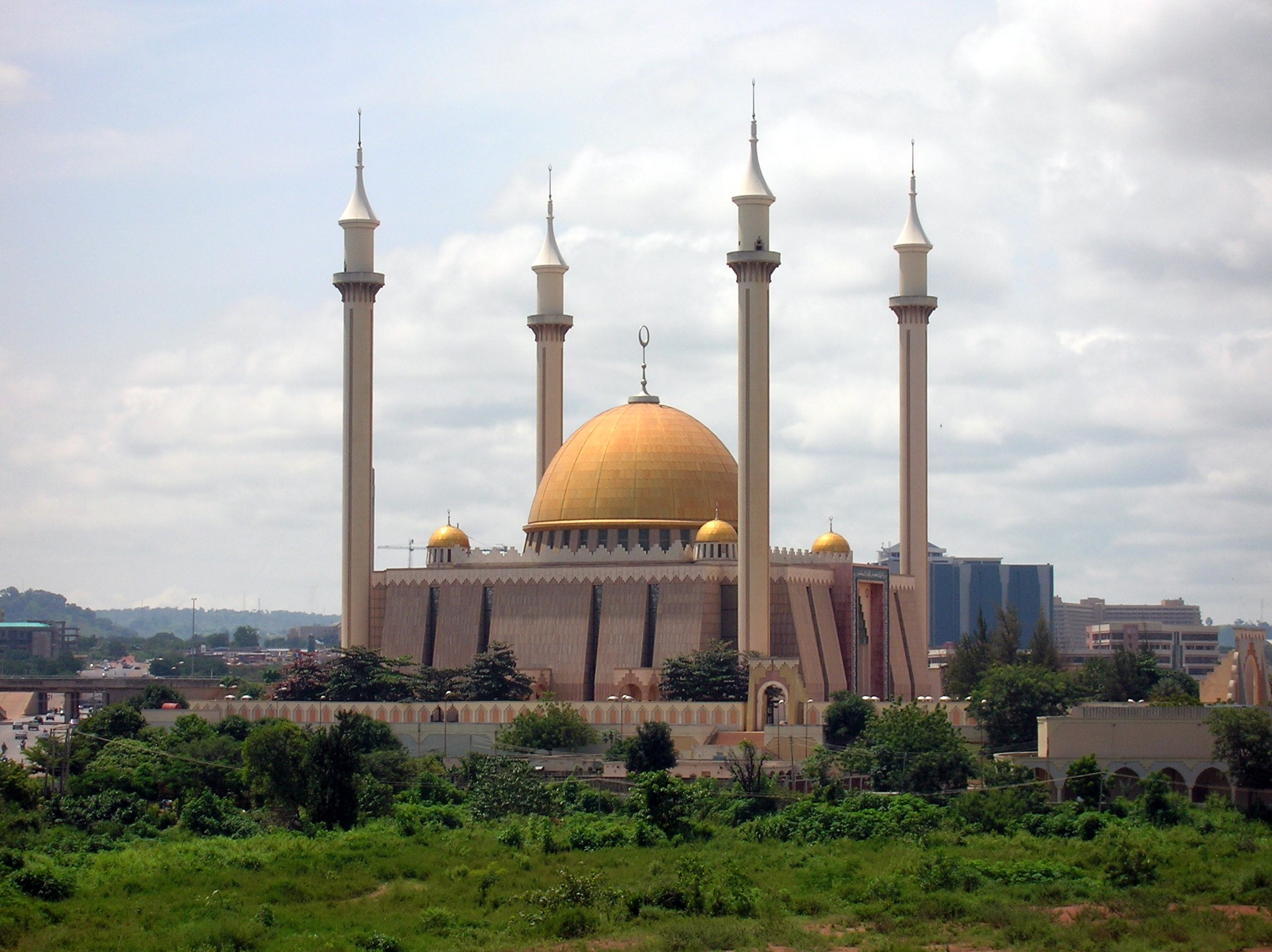
En moské i Abuja, Nigeria.

Moské (på arabiska مسجد, masjid, [mas.ˈʤid], plural مساجد, masājid [mæˈsæːʤɪd]) är en muslimsk helgedom, avsedd för bön, predikan och undervisning. Ordet moské har bland annat nämnts i koranvers 2:144.

## Utseende
Moskéer kan variera mycket till utseendet men kännetecknas vanligen av sina minareter, från vilka böneutroparen (muezzin) traditionellt kallar till bön fem gånger per dag (numera har den funktionen dock ofta ersatts av högtalaranordningar), och kupolformade tak. Profeten Muhammeds eget hus i Medina kom att utgöra den modell enligt vilken moskéer byggts, med omgivande borggård och pelarhall. Utanför moskén finns alltid en gårdsplan (sahn) där det finns en fontän eller dylikt för tvagning innan gudstjänst.
En nisch (mihrab) i en vägg i bönesalen pekar ut riktningen för bönen (qibla) och vid sidan om denna finns en hög predikstol (minbar). Inne i moskén återfinns ofta mosaiker i invecklade mönster och kalligrafi, dock aldrig föreställande bilder då detta skulle räknas som avgudadyrkan. Kvinnor och män skall be åtskilda och om det finns en enda stor bönesal kan den vara försedd med ett staket eller liknande som delar upp utrymmet. Annars finns en särskild plats avsedd för kvinnorna, antingen i ett eget rum, eller uppe på en läktare. 

## Fredagsmoské
Fredagen är för muslimerna dagen för kollektiv dyrkan och den för varje vuxen manlig muslim obligatoriska samlingsbönen. För kvinnor är det valfritt.
Fredagsmoské (arabiska Jama Masjid) kallas den typ av moské som i huvudsak är uppförd för fredagsbönen. Alla muslimska städer har en huvudmoské som kallas fredagsmoskén eller stora moskén. 
I likhet med flera andra religioners helgedomar inrymmer moskékomplexet ofta mer än bara gudstjänstlokal. Exempelvis finns ofta bibliotek och bespisning, samt hos de större moskéerna ibland även härbärge, sjukhus och teologisk skola (madrassa).

## Moskéer i Sverige

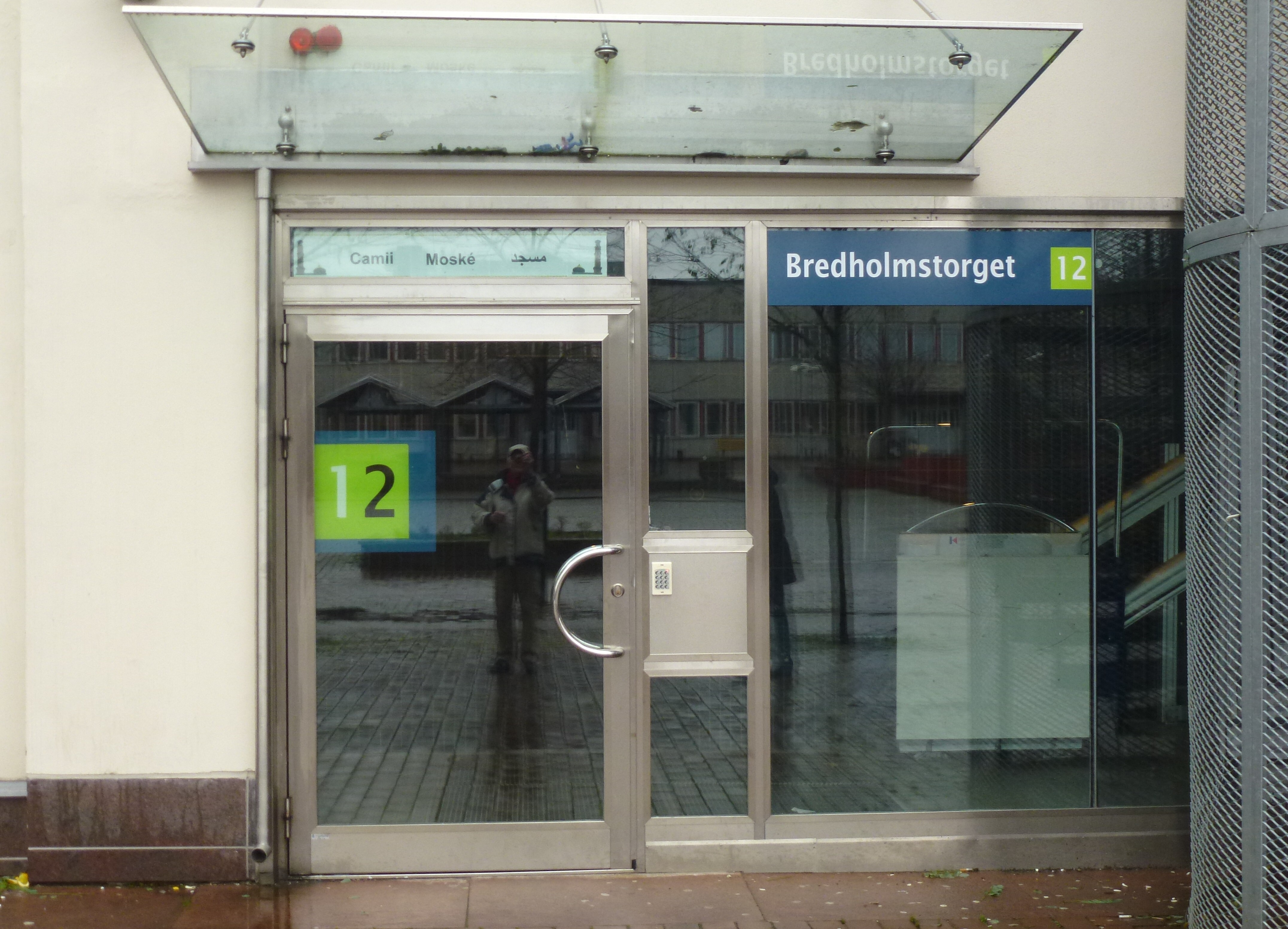
Skärholmens moské i sydvästra Stockholm är en så kallad källarmoské.

Många muslimer i Sverige vittnar om vikten av att ha en riktig moské, ett hus byggt (eller ombyggt) för just detta ändamål, att gå till. En moskébyggnad i hemstaden är viktigt för den muslimska identiteten, och innebär ofta att församlingen inte behöver trängas i en icke ändamålsenlig källarlokal. Moskéer med utrymme för fler besökare under exempelvis fredagsbönen kan även sägas förbättra kvinnornas möjlighet att delta i religionsutövandet, då de ofta endast erbjuds tillträde i mån av plats under just fredagsbönen. Svenska moskéer finansieras ofta helt av bidrag från församlingsmedlemmarna och i vissa fall även från organisationer utomlands. Insamlandet av pengar till en egen moské är därför en viktig fråga för många svenska muslimska församlingar, och byggandet av moskén kan på grund av den stora mängden pengar som behöver samlas in, ta ganska lång tid.
"Källarmoské" är benämningen på en lokal som används som moské trots att den inte är ändamålsenligt byggd för att vara en religiös helgedom. Lokalen är i Sverige ofta en källare i ett miljonprogramsområde, men kan även vara en föreningslokal, en lägenhet eller ett kontorsutrymme.

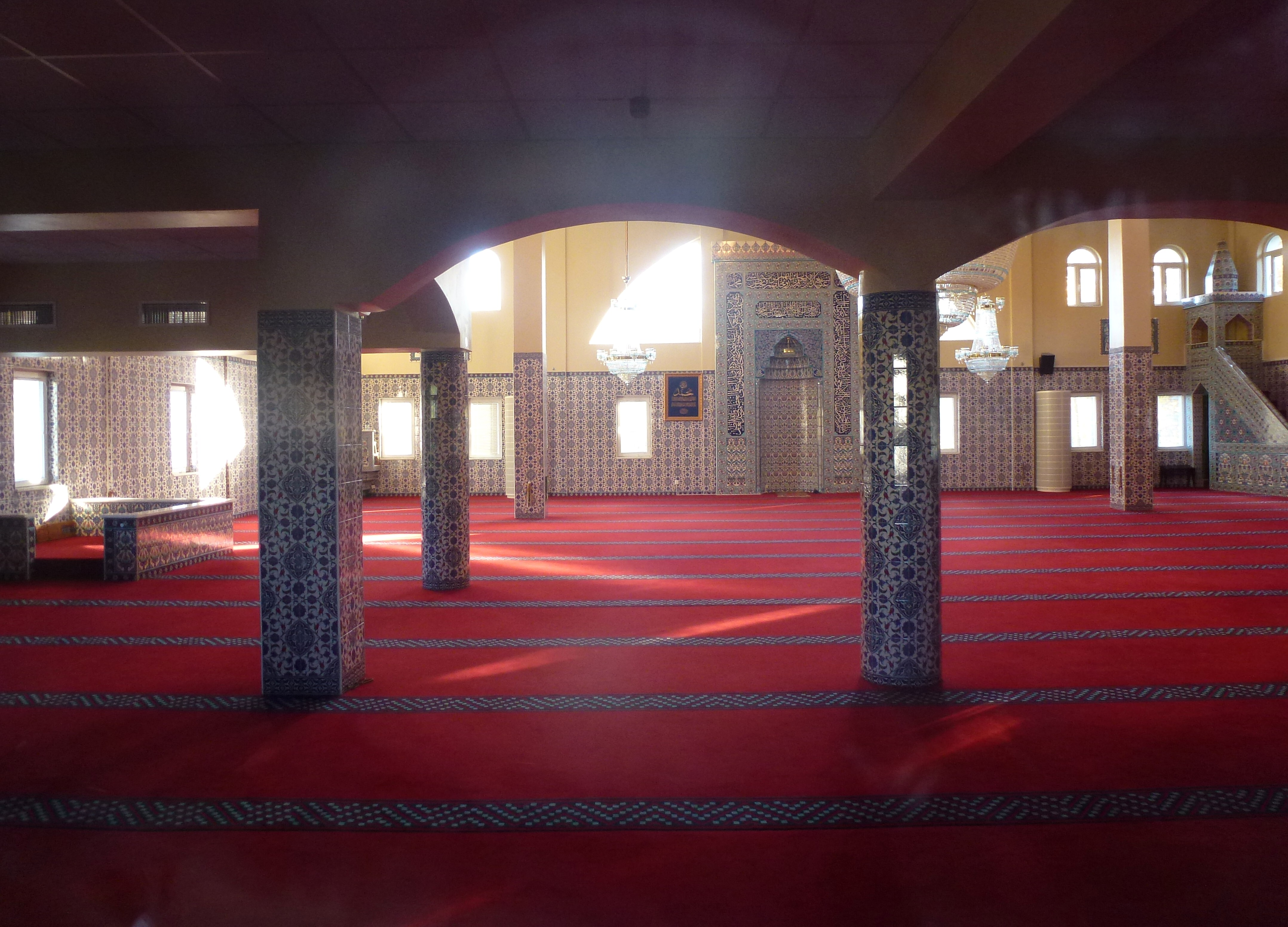
Bönesalen i Fittja moské i Botkyrka kommun utanför Stockholm.

Det finns minst femton källarmoskéer i Malmö, varav de flesta är belägna i stadsdelen Rosengård. Islamiska Kulturföreningen i Malmö driver Rosengårds största källarmoské. Enligt Sveriges Radios ekoredaktion fanns det år 2005 ungefär 120 källarmoskéer i Sverige.